# Becherov
Becherov  (in ungherese Biharó, in tedesco Botenwald, in ruteno Becheriv) è un comune della Slovacchia facente parte del distretto di Bardejov, nella regione di Prešov.

## Storia
Il villaggio viene citato per la prima volta nel 1414 come feudo della Signoria di Makovica e luogo in cui veniva applicato il diritto germanico. Rimasto spopolato durante le guerre e le rivolte che insaguinarono la regione nel XV secolo, venne ripopolato con coloni ruteni. Nel XVIII secolo appartenne ai nobili Szirmay, e nel XIX secolo ai conti Erdõdy. 
Il nome del villaggio deriva da quello del borgomastro e sculteto Becher, che lo fondò.